# Долина Суру
Долина Суру — долина в Ладакхе, по которой протекает Суру. Центр долины — город Каргил.

## Люди в долине Суру
В долине обитает около 25 000 человек Дардов и тибетцев по происхождению. В Каргиле и нижней Суру (то есть Санку, Паникхаре и на юге до Паркачика) большинство жителей исповедует Шиизм.
За Паркачиком начинаются прекрасные, но малонаселённые земли, только два маленьких поселения (Юлдо и Джулидок) которые включены в Рангдум. Жители этих мест ближе к тибетцам-занскарцам и в 18 веке помогали строить Рангтун Гомпа, принадлежащий школе Гелуг. В 25 км на юге от Рангтун Гомпа, 4400-метровый Пенси Ла (перевал), ведущий в Занскар.

## Ландшафт и земледелие
Нижняя часть долины на высоте около 3000 метров, хотя зимой и покрыта снегом, но летом здесь выращивают по два урожая, это плодороднейшие место в Ладакхе, заросли ивы и тополя создают хорошее впечатление, но у Радгдума ландшафт становится более унылым и однообразным. Из долины виден массив Нун Кун, покрытые снегами пики вздымаются на 7000 метров.

## Туризм
В Падуме и Занскаре туристы бывают довольно часто, но в долине их мало. В нескольких деревнях в долине есть гостевые домики для туристов, летом разбивают палаточный лагерь у Рангдума. В деревню Танголе приезжают альпинисты для подъёма на Нун Кун.